# Cuarto mundo

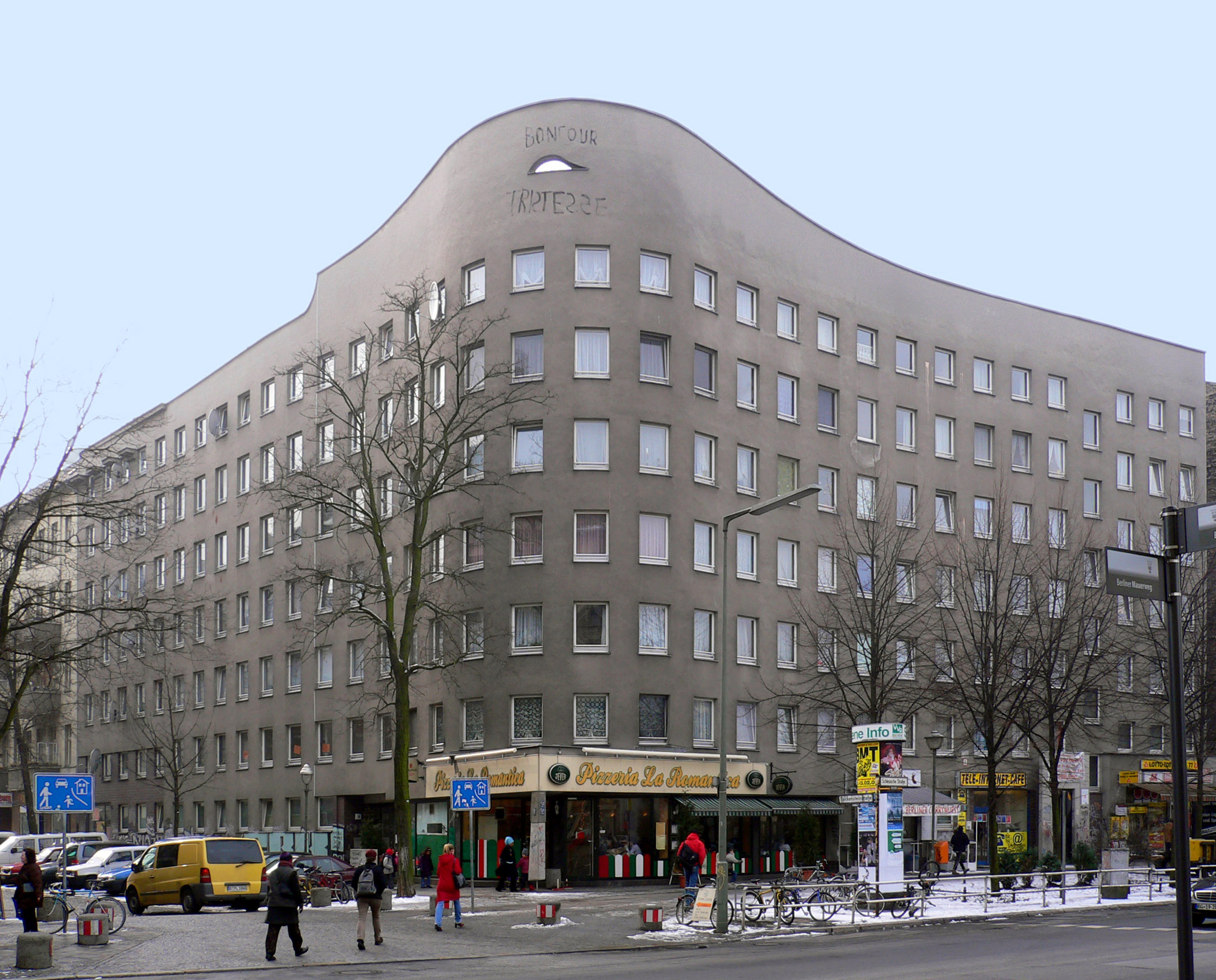
Guetos en Europa.

El término cuarto mundo se refiere a la población que vive en condición de desprotección, marginación o riesgo social en áreas pertenecientes al mundo industrializado. También se habla de cuarto mundo para separar a los países en estado de marginalidad y precariedad absoluta de los países en vías de desarrollo y de los emergentes. Anteriormente se aplicó la designación cuarto mundo a los pueblos originarios o indígenas de distintos lugares del planeta, afectados por una problemática común, enfrente a la globalización que los arrasa.

## Clasificación
Dentro de la categoría demográficamente se podría dividir a su población en:
- Ancianos desamparados
- Viudas y madres sin medios económicos,
- Niños abandonados, explotados o prostituidos,
- Drogadictos, alcohólicos, discapacitados físicos y psíquicos que encuentran problemas para acceder a un puesto de trabajo.
- Personas que ven obstaculizada su reinserción en la sociedad (exreclusos, ex-drogadictos, etc.),[3]
- Marginados sociales.

- Habitantes de países en guerra como Israel y Palestina
- Personas sin hogar y mendigos,
- Personas sin protección oficial,
- Familias desestructuradas.

Cabe destacar que, sin ser exclusivos del mundo industrializado, dichas divisiones demográficas también son posibles de encontrar en los países de segundo y tercer mundo que practiquen economías de mercado, donde los principios de igualdad y equidad son algo muy restringido, aparte de ser valores éticos casi extintos.